# Akvareller (Gade)
Akvareller (Deens voor Aquarellen) is een verzameling werkjes van Niels Gade, geschreven voor piano solo. Het werk is verdeeld in twee boeken. Gade zette het eerste “boek” op papier gedurende het najaar van 1849,  het tweede “boek” kwam in 1850. Het werd toen ook gepubliceerd. In 1881 volgde een aanvulling onder de titel Nye akvareller.
- Boek 1:

1. Elegie in e mineur
2. scherzo in E majeur
3. canzonette in a mineur
4. humoreske in G majeur
5. barcarole in F majeur

- Boek 2:

1. capriccio in Es majeur
2. romanza in D majeur
3. intermezzo in B majeur
4. novelletta in As majeur
5. scherzo in A majeur

Beide Deense platenlabels op het gebied van klassieke muziek brachten de Akvareller uit:
- Dacapo: Anker Blyme speelt complete werken voor piano van Gade, deel 1 (DCCD9115)
- Kontrapunkt: Elisabeth Westenholz speelt complete werken voor piano van Gade, deel 1 (32097)